# Nowe Miasto nad Pilicą
Nowe Miasto nad Pilicą là một thị trấn thuộc huyện Grójecki, tỉnh Mazowieckie ở trung-đông Ba Lan. Thị trấn có diện tích 11 km². Đến ngày 1 tháng 1 năm 2011, dân số của thị trấn là 3862 người và mật độ 343 người/km².